# Радиальная крылатка
Радиальная крылатка (лат. Pterois radiata) — вид рыб семейства скорпеновых.

## Описание
Вырастает до 25 сантиметров длины. Спинной плавник имеет 12—13 ядовитых жёстких лучей. Лучи грудных плавников голые, как правило, коричневатых оттенков. Ночной охотник, питается в основном мелкими крабами и креветками.

## Ареал и места обитания
Вид распространён в тропических водах Индийского и Тихого океанов. Чаще всего встречается в Красном море, западных областях Тихого океана и на севере Австралии. Предпочитает жить в лагунах и на обращённых к морю рифах от рифовых отмелей до 30 м.

## Фото

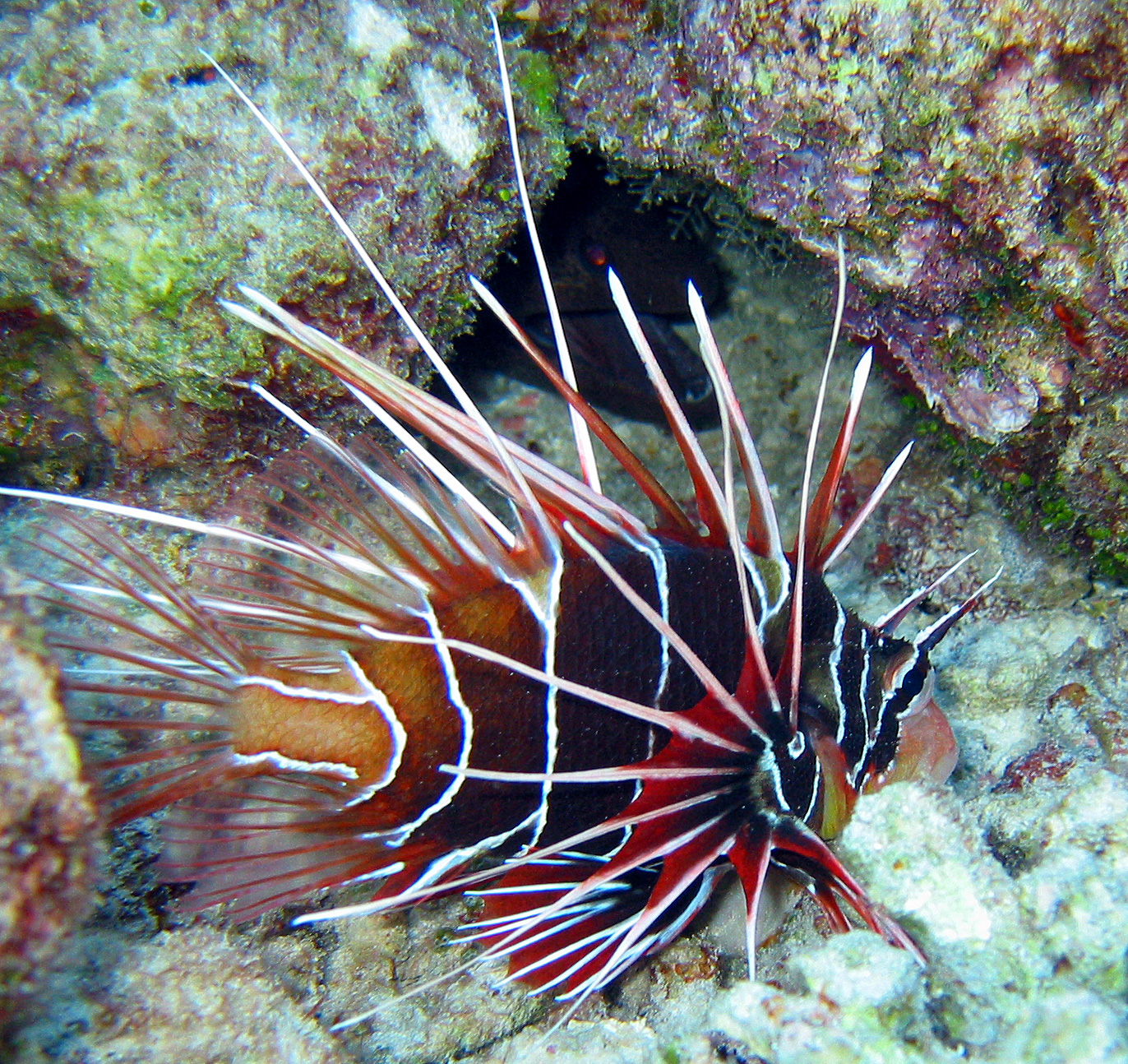
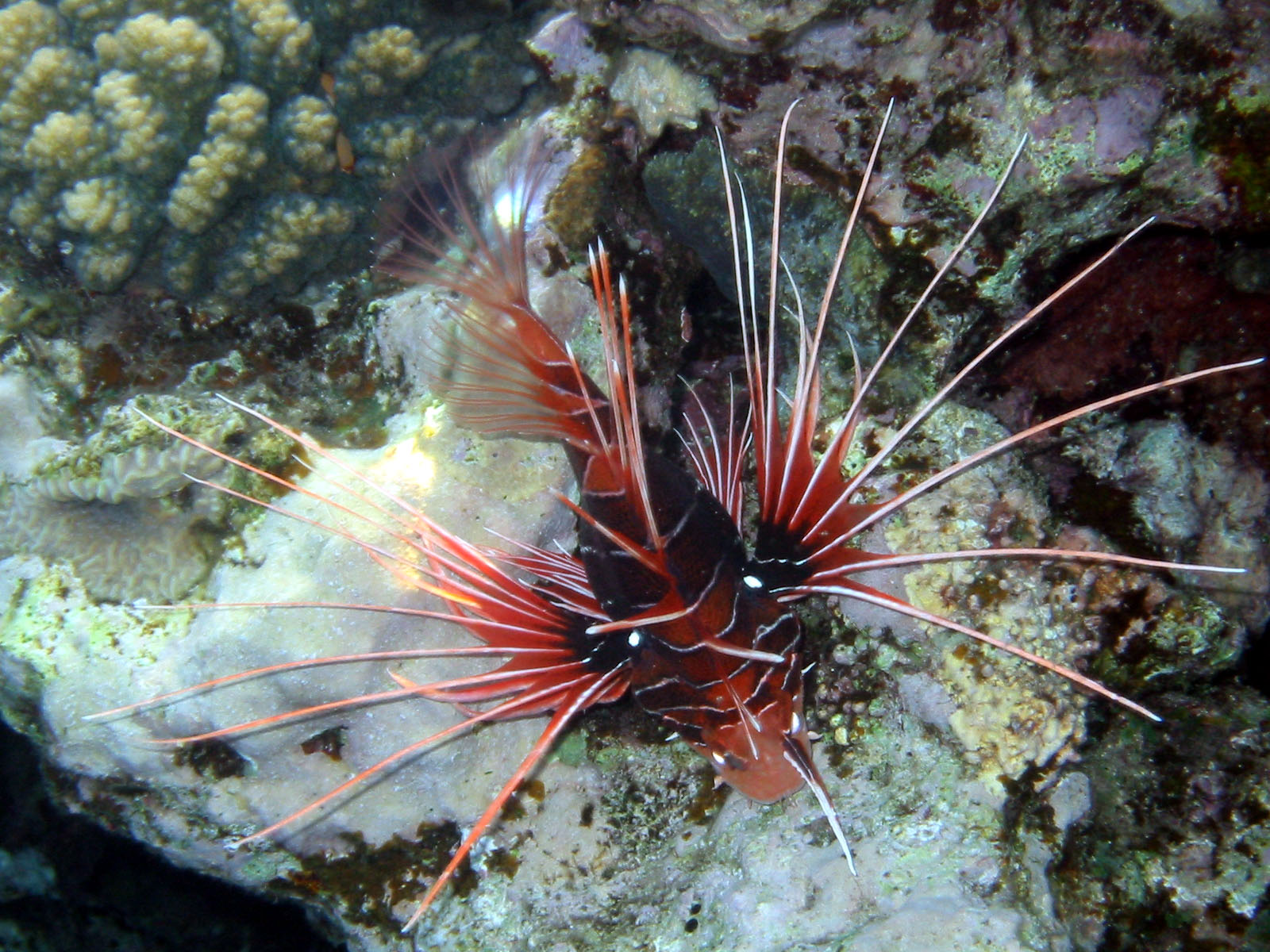